# Quinte
Quinte (llamada oficialmente Santalla de Quinte) es una parroquia y una aldea española del municipio de Corgo, en la provincia de Lugo, Galicia.

## Otras denominaciones
La parroquia también es conocida por el nombre de Santa Eulalia de Quinte.

## Organización territorial
La parroquia está formada por cinco entidades de población:
- Arrabaldo
- Coeses
- Framil
- Porto
- Quinte

## Demografía

### Parroquia
| Gráfica de evolución demográfica de Quinte (parroquia) entre 2000 y 2019 |
|                                                                          |
| Datos según el nomenclátor publicado por el INE.                         |

### Aldea
| Gráfica de evolución demográfica de Quinte (aldea) entre 2000 y 2019 |
|                                                                      |
| Datos según el nomenclátor publicado por el INE.                     |